# 樂民新村

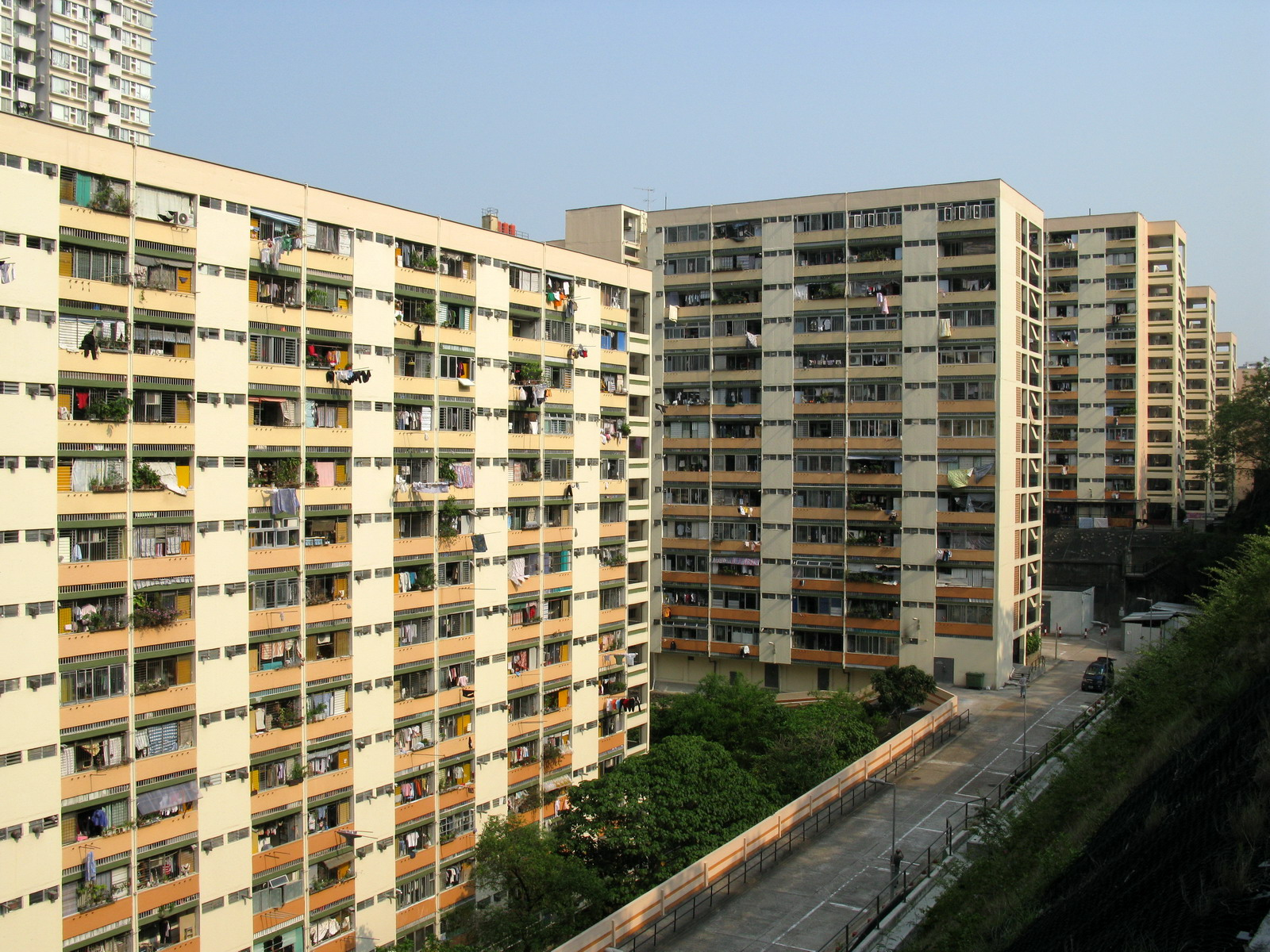
樂民新村樂善樓及樂鄰樓

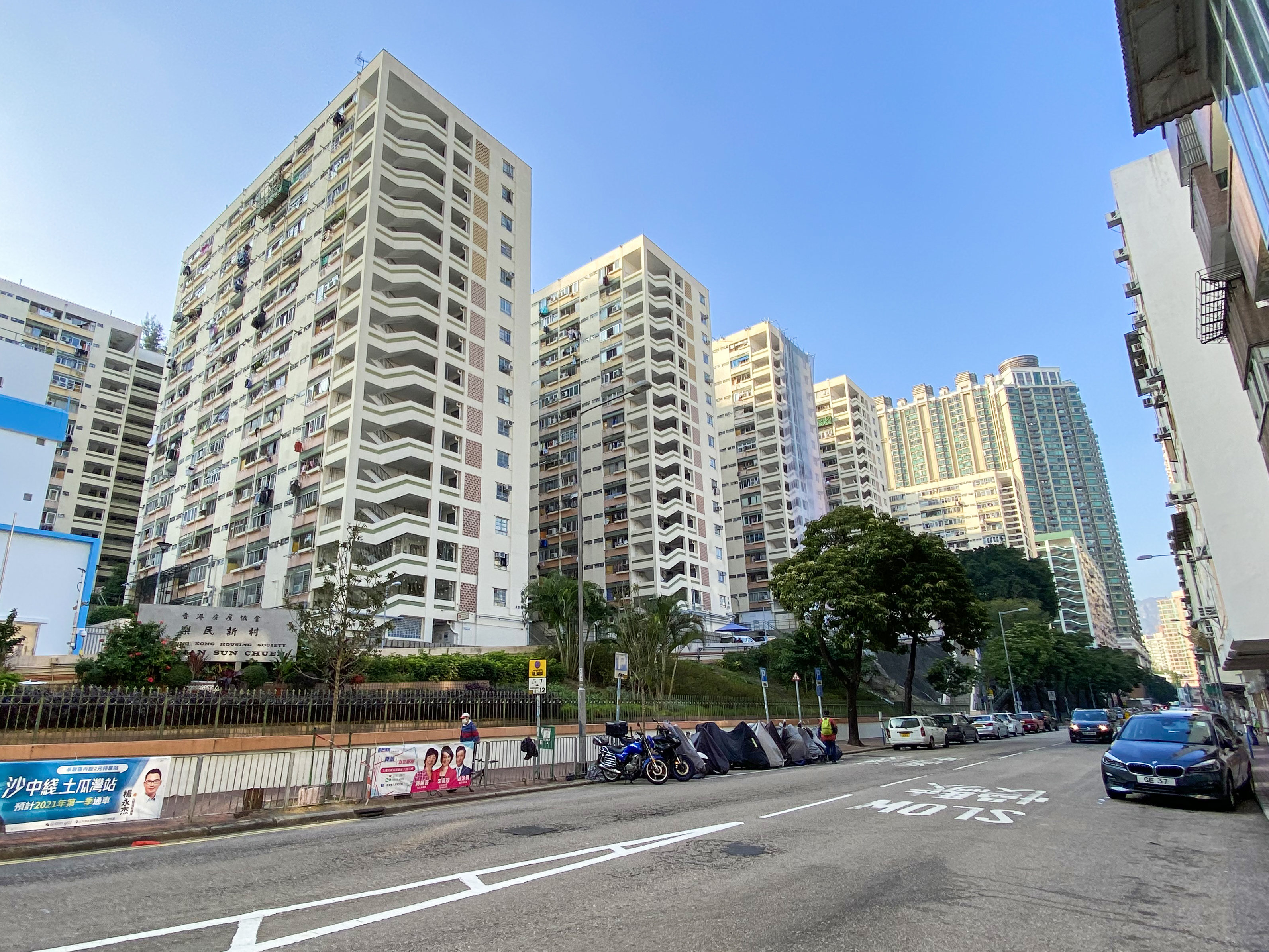
樂民新村樂基樓

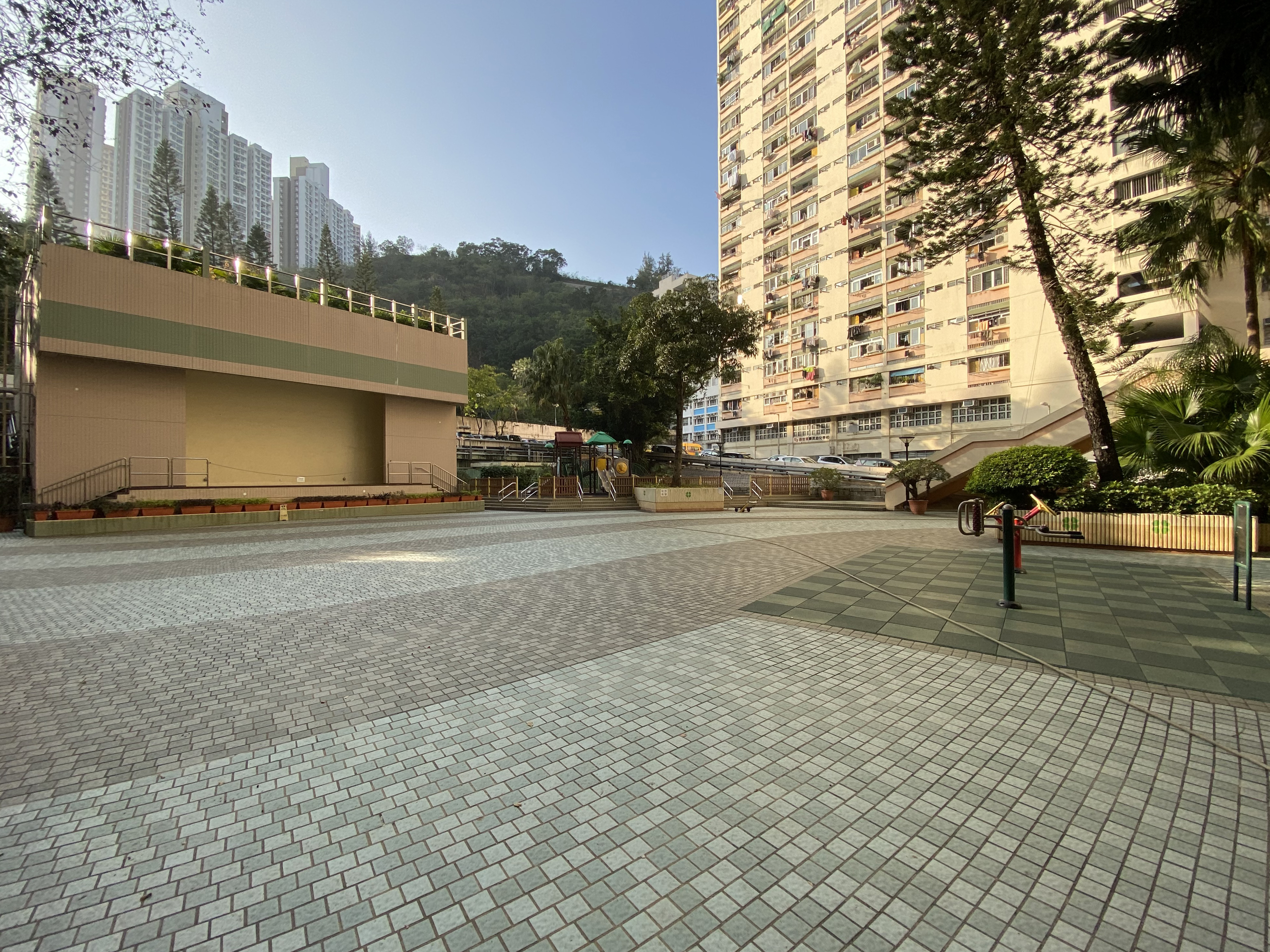
樂愛樓對出的廣場

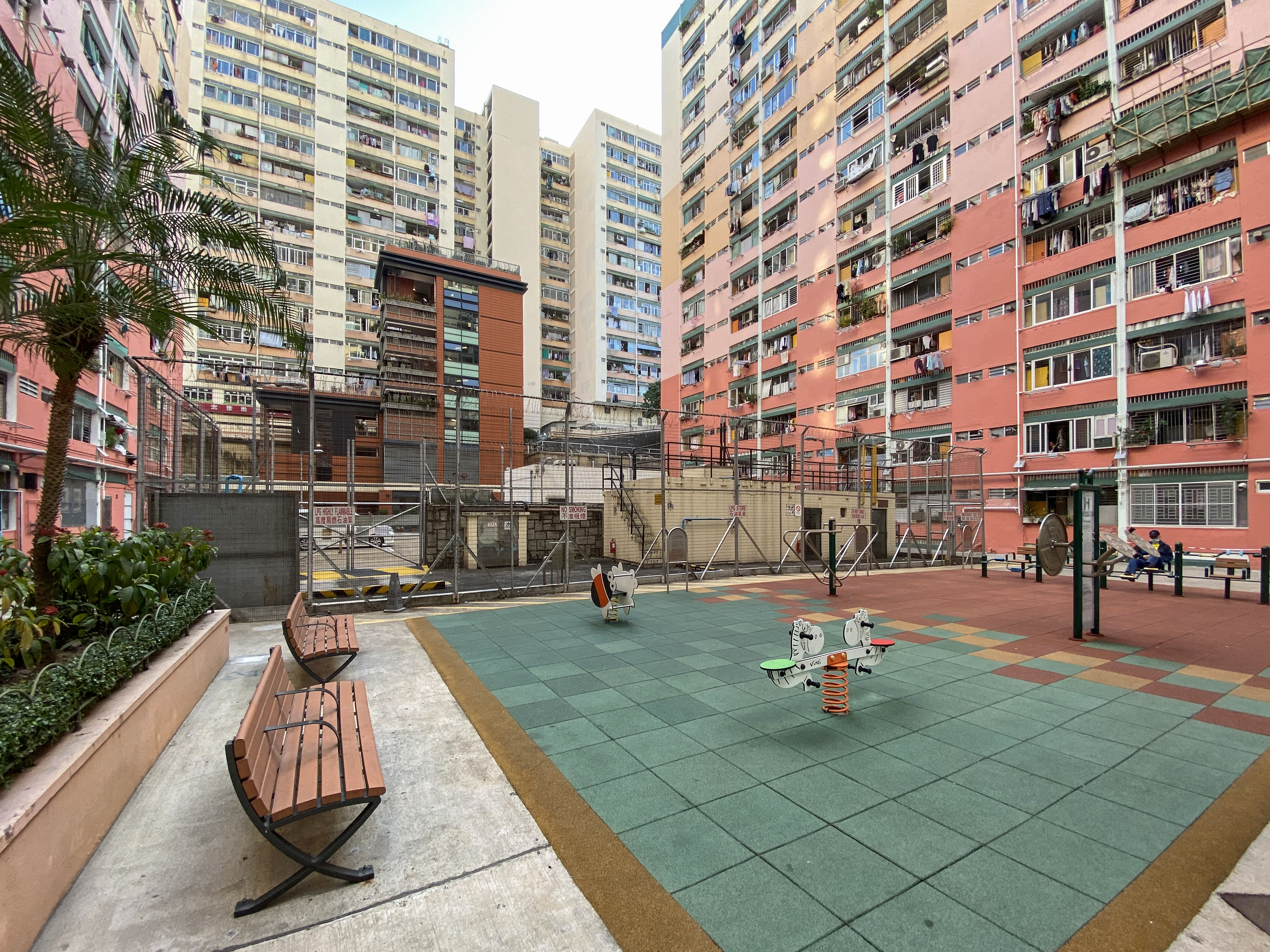
樂善樓對出前身為兒童遊樂場，近年改建為健身區

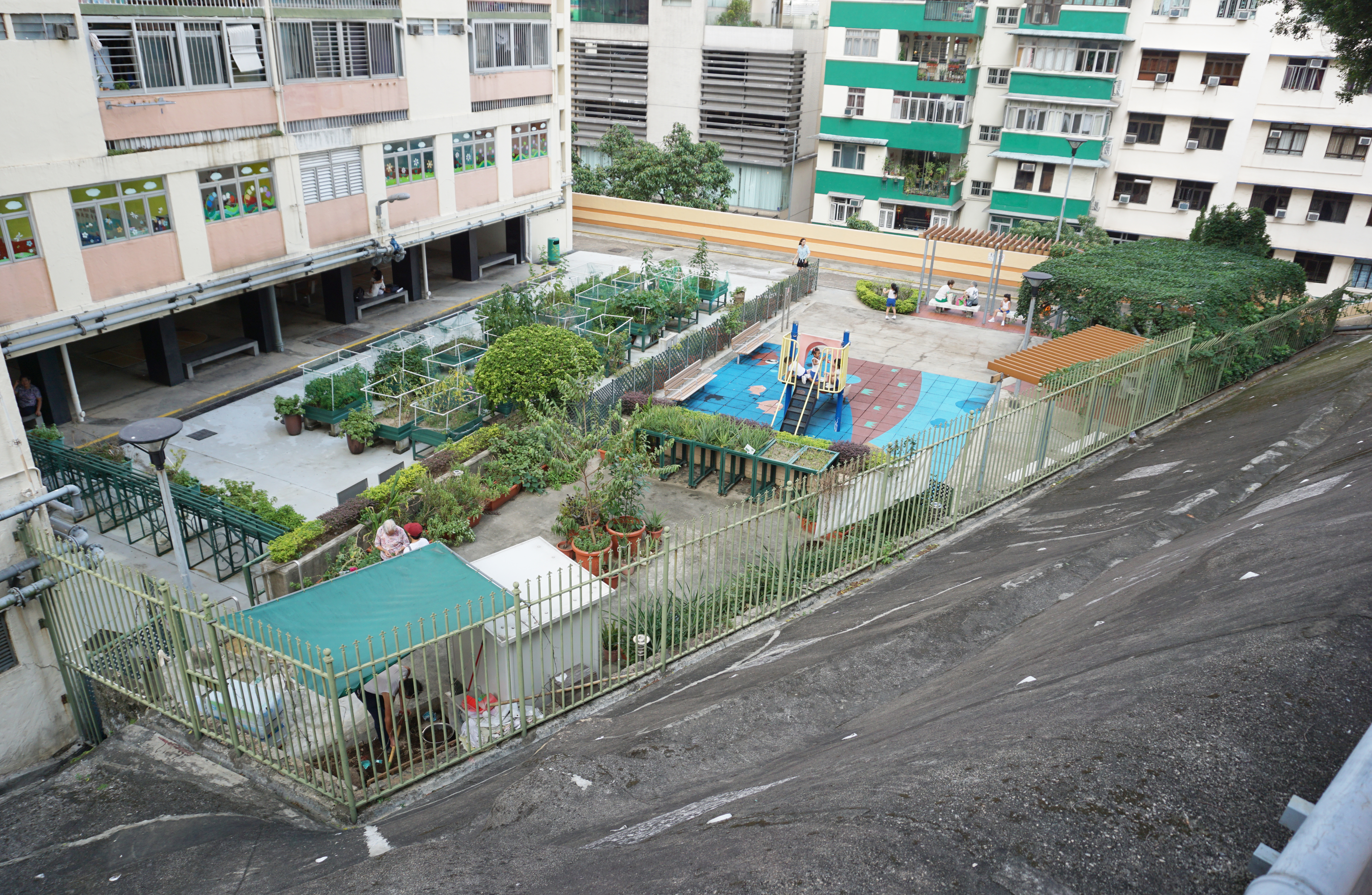
苗圃及兒童遊樂場

樂民新村（英語：Lok Man Sun Chuen），舊稱樂民邨，原名靠背壟廉租屋邨，是香港房屋協會第一個自資興建的甲類出租屋邨，位於九龍靠背壟靠背壟道120-160號及老龍坑高山道91及111號，建於1970年代初，由司徒惠建築師事務所設計，分三期興建，於1970年到1974年分期完成入伙，共有9幢樓宇，佔地面積411,615.36 sq ft（38,240.318 m2）。

## 簡介
樂民新村得名於戰後建於其部份原址的石山樂民村徙置區，1964年清拆。樂民新村是房協首個自資興建的屋邨，皆因當時政府已沒有對房協提供財政支持。1967年，政府撥交一幅位於靠背壟道鶴園角石礦場原址地皮予房協興建廉租屋，故此早期該村又名靠背壟廉租屋邨（Kau Pui Lung Estate） 。共有9座大廈（A－I座），分三期興建：第一期即是F及G座，於1971年落成；第二期即A-E座，於1970年中落成；第三期是H及I座，於1973年至1974年落成。本來預算中第一期是比第二期的大廈早入伙，但是因為G座地盤平整時間稍為耽誤，故此是第二期先行落成。
第三期兩座大廈的土地是在1969年由政府再撥地予房協作為當時興建中的樂民新村擴建部份。兩座大廈是用了當時最新的「機械代建築法」興建、即是預製組件。在1974年4月20日為慶祝房協第十四個廉租屋邨（即樂民新村）全部落成，房協舉行了一個簡單的開村儀式，由當年的署理布政司祈廉桐主持。
樂民新村是第一個安裝食水加壓系統的房協出租屋邨，令居民得到更穩定的食水供應。
自2007年起，房協更換大廈的升降機，可以直達各樓層、同時改善水壓及照明系統、提升電力裝置及加強保安設施等。到2010年，因應老人居民增多，耗資3,200萬港元建造新的升降機大樓及連接F座的行人天橋，並加建有蓋通道，大樓在2014年啟用。

## 屋邨資料
樂民新村是香港房屋協會轄下屋邨，共有9座樓宇，由1970年到1974年分三期落成，其中第三期的兩座大廈（樂智樓及樂愛樓）是用當時最新的「預製組件」興建。

### 樓宇
| 樓宇名稱（座號）                                        | 門牌號碼      | 期數 | 落成年份      | 層數 | 單位數目 | 提供升降機的廠商 (更換前) | 提供升降機的廠商 (更換後) | 升降機服務                                                            |
| ------------------------------------------------------- | ------------- | ---- | ------------- | ---- | -------- | ------------------------- | ------------------------- | --------------------------------------------------------------------- |
| 樂基樓（A及B座）                                        | 靠背壟道160號 | 2    | 1970年        | 15   | 1,542    | 日立                      | 東芝                      | 2/F - 15/F                                                            |
| 樂德樓（C座）                                           | 靠背壟道158號 | 2    | 1970年        | 15   | 1,542    | 日立                      | 日立                      | 2/F - 15/F                                                            |
| 樂豐樓（D座）                                           | 靠背壟道156號 | 2    | 1970年        | 15   | 1,542    | 日立                      | 日立                      | 2/F - 15/F                                                            |
| 樂群樓（E座）                                           | 靠背壟道154號 | 2    | 1970年        | 15   | 1,542    | 日立                      | 日立                      | 2/F - 15/F                                                            |
| 樂鄰樓（F座）                                           | 靠背壟道152號 | 1    | 1971年        | 15   | 1,223    | 日立                      | 日立                      | 3/F，8/F，13/F                                                        |
| 樂善樓（G1,G2及G3座）                                   | 靠背壟道120號 | 1    | 1971年        | 15   | 1,223    | 迅達                      | 奧的斯 /東芝(樂智樓L1)    | G/F，4/F，8/F，13/F                                                   |
| 樂智樓（H座）                                           | 高山道111號   | 3    | 1973年-1974年 | 23   | 896      | 迅達                      | 奧的斯 /東芝(樂智樓L1)    | G/F，3/F，5/F，9/F，13/F，17/F，21/F (2-3號升降機) G-23/F (1號升降機) |
| 樂愛樓（I座）                                           | 高山道91號    | 3    | 1973年-1974年 | 17   | 896      | 迅達                      | 奧的斯 /東芝(樂智樓L1)    | LG/F，2/F，4/F，8/F，12/F，16/F                                       |
| 屋邨設有10個長者單位，位於樂愛樓地下及2間年長者床位宿舍 |               |      |               |      |          |                           |                           |                                                                       |

### 出租單位面積及編配標凖
| 單位款式         | 編配標凖  | 室內樓面面積                    |
| 年長者單位       | 1-2人     | 18.4 m2（198 sq ft）            |
| 小型單位         | 1-3人     | 26.5至29.5 m2（285至318 sq ft） |
| 中型單位         | 4-6人     | 32.6至37 m2（351至398 sq ft）   |
| 大型單位         | 6人或以上 | 42.5至56.5 m2（457至608 sq ft） |
| 男女床位宿舍單位 | 4-6人     | 44.1至50.1 m2（475至539 sq ft） |

### 設施
- 樂基樓與樂善樓之間有一條私家道路連接山上多座大廈，也作停車場用途
- 樂基樓向東南面對出的一塊4,400 m2（47,000 sq ft）的空地用作學校用途（中華基督教會灣仔堂基道小學）
- 樂基樓地下作幼兒服務之用途 ( 東華三院樂兒坊 ）
- 樂善樓地下作福利用途（香港小童群益會樂民兒童及家庭綜合活動中心）
- 樂智樓2樓作學校用途（救世軍樂民幼兒學校 （页面存档备份，存于） ）
- 樂鄰樓一樓作學校用途（太陽島英文幼稚園（樂民） （页面存档备份，存于））
- 樂善樓、樂智樓和樂愛樓的地下均有商店和社區設施（例：惠康超級市場）

## 名人住客
- 曾航生：香港男藝人（已搬離）[註 7]（H座）
- 鄭伊健：香港男藝人（已搬離）[註 8]（H座）
- 鄭啟泰：香港節目主持人、新城電台唱片騎師（H座）

## 外部連結
- 房協之友—樂民新村